# ماكوتو فوكا
ماكوتو فوكا (باليابانية: 普光院 誠) (20 مايو 1993 في فوكوكا في اليابان – )؛ هو لاعب كرة قدم ياباني سابق كان يلعب كلاعب وسط.

## وصلات خارجية
- ماكوتو فوكا على موقع رابطة كرة القدم اليابانية للمحترفين (اليابانية)
- ماكوتو فوكا على موقع قاعدة بيانات كرة القدم.إي يو (الإنجليزية)
- ماكوتو فوكا على موقع Soccerway.com (الإنجليزية)
- ماكوتو فوكا على موقع عالم كرة القدم.نت (الإنجليزية)